# Полумяное (Волынская область)
Полумяное (укр. Полум'яне) — село в Устилугской городской общине Владимирского района Волынской области Украины.
Население по переписи 2001 года составляет 87 человек. Почтовый индекс — 44712. Телефонный код — 3342.